# Gráinne Ní Mháille
Gráinne Ní Mháille [ ˈgrɑːnʲə niː ˈvɑːlʲə ], v anglické verzi jména známá jako Grace O'Malley nebo zjednodušeně Grany Malley, irsky zvaná též Gráinne Mhaol [ ˈgrɑːnʲə niː ˈvɑːlʲə ] (angl. Granuaile) (asi 1530 – 1603 hrad Rockfleet, hrabství Mayo) byla irská šlechtična a pirátka, příslušnice a později náčelnice klanu Uí Mháille z provincie Connacht na západě ostrova. Přezdívalo se jí „královna moří z Connachtu“ a patřila mezi významné osobnosti irských dějin 16. století. Gráinne, v irských lidových písních zvaná Grania, je hrdinkou mnoha legend a příběhů.

## Životopis

### Mládí
První polovina 16. století byla dobou vlády Jindřicha VIII., který se jako první z anglických panovníků prohlásil za krále Irska, ačkoli v té době byla pod anglickou nadvládou prakticky jen východní část ostrova s Dublinem a okolím, zatímco vnitrozemí a západní oblasti žily a byly spravovány podle irských rodových tradic. Gráinne se narodila pravděpodobně v roce 1530 jako dcera náčelníka irského klanu Uí Mháille Eoghana Dubhdaire Ó Mháille a jeho ženy Méadhbh (Margarety). Podle některých pramenů se měla narodit dokonce na moři. Vyrůstala v prostředí, kde mořeplavectví a pirátství patřilo k běžnému životu. Byla jediným dítětem svých rodičů, od raného dětství se ve společnosti svého otce plavila na lodích a učila se od něj námořnickému řemeslu. Byla vzdělaná, plynně ovládala pět jazyků: gaelštinu (irštinu), latinu, francouzštinu, španělštinu a řečtinu, nikoliv ale angličtinu.

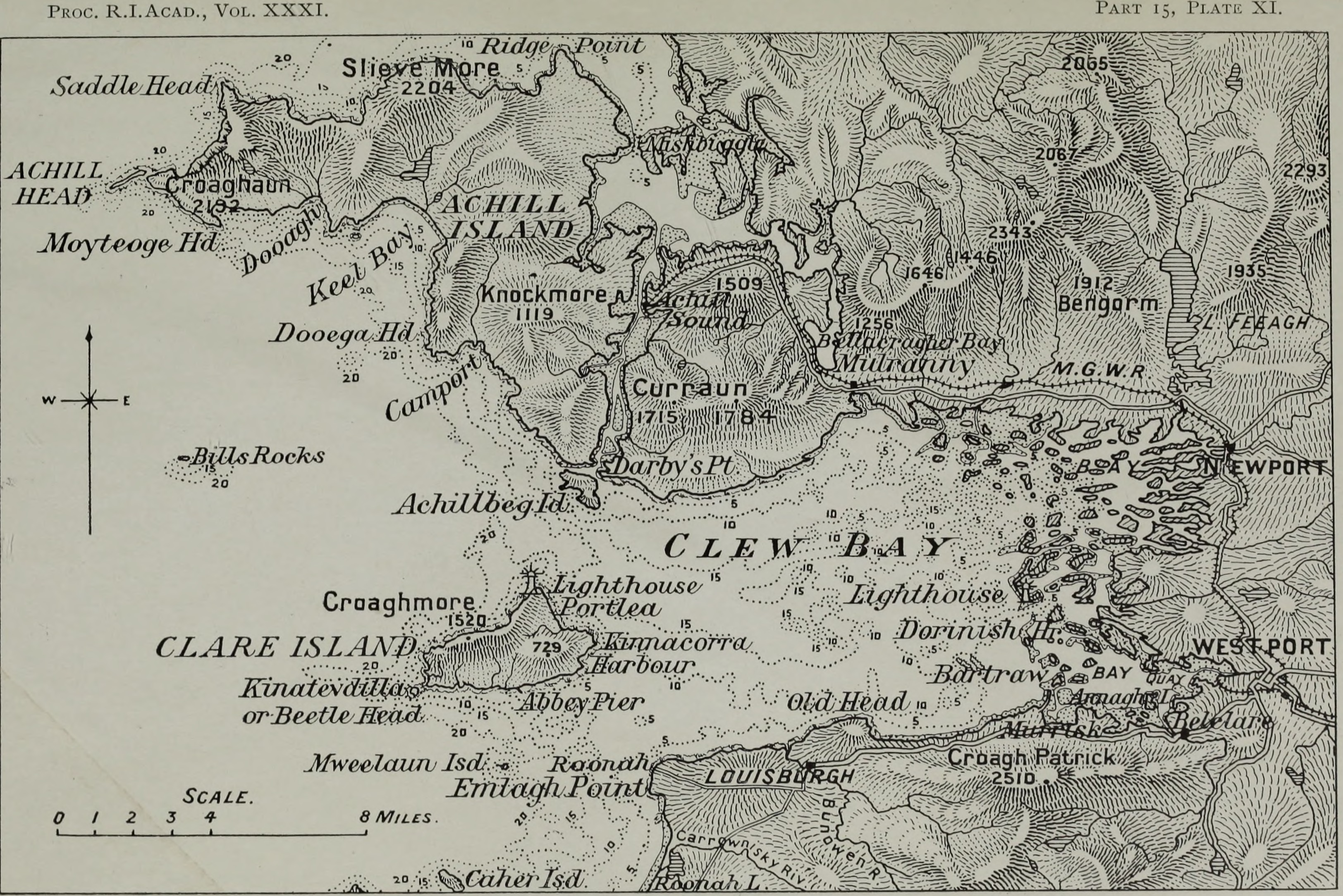
Zátoka Clew Bay u pobřeží Irska, svět Gráinne Ní Mháille

### Po svatbě s Ó Flaithbheartaighem
Ve věku 16 let se provdala za Dónalla an Chogaidha Ó Flaithbheartaigha, vůdce klanu Uí Flaitharta (angl. O'Flaherty), jehož sídlem byl hrad Achadh na nIúr (anglicky Aughnanure Castle) poblíž jezera Lough Corrib v hrabství Galway. Měli spolu tři děti: Eoghana, Murchadha a Méadhbh. Když byl Dónall v roce 1565 zabit, ujala se Gráinne obrany hradu proti svým sousedům a Angličanům. Navzdory úspěchům v boji se jí nepodařilo převzít panství po zemřelém manželovi, a proto se spolu se svými dětmi a stoupenci z klanu Flaitharta vrátila do rodinného sídla na ostrově Clare, ležícím uprostřed zátoky Clew Bay u západního pobřeží Irska. Příslušníky svého rodu byla zvolena do čela klanu Mháille a v následujících letech zbohatla díky svým obchodním a pirátským aktivitám spočívajících jak v přepadání lodí, tak i v plenění sídel na pobřeží.

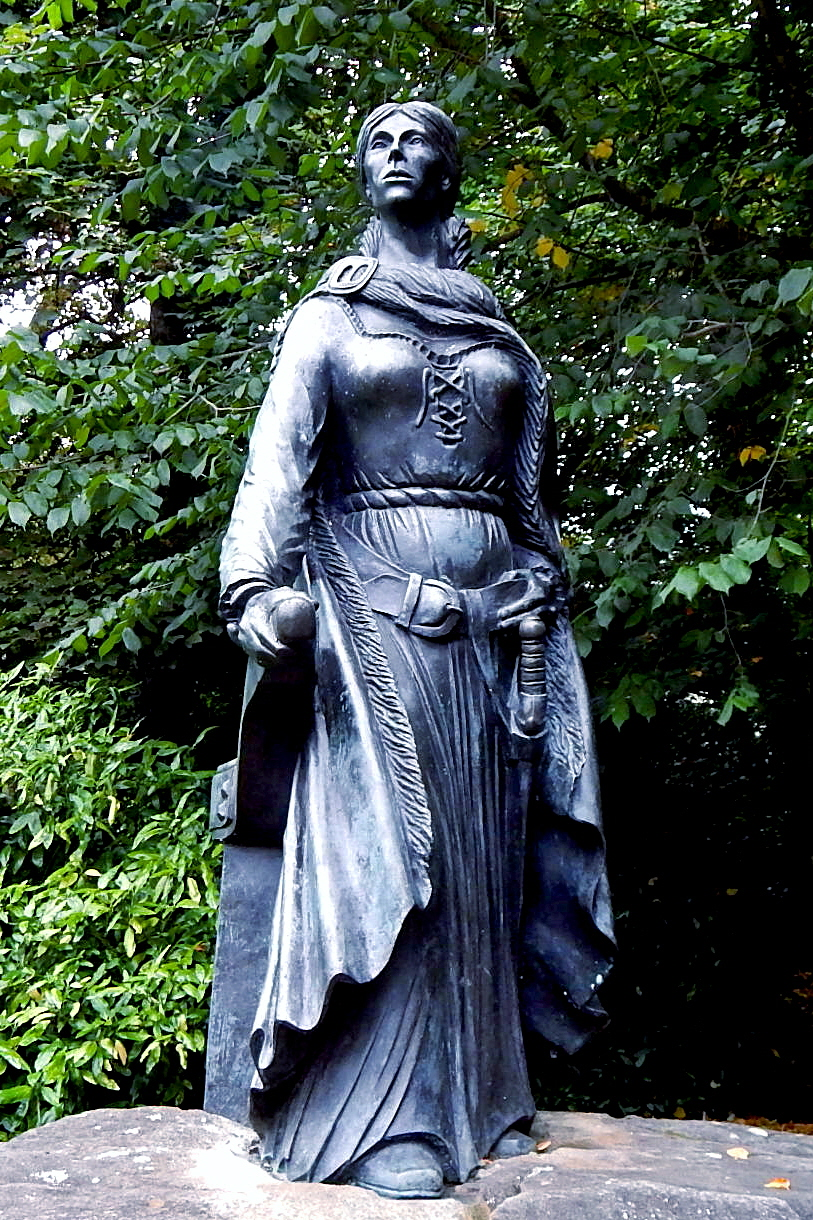
Socha Gráinne Ní Mháille, zámek Westport House, Westport

### Svatba s Bourkem
Gráinne průběžně rozšiřovala své panství a svůj vliv, dobyla četné pevnosti a také budovala nové vlastní hrady. Mezi tím se v roce 1566 provdala za sira Richarda Bourkeho (irsky Risdeárd an Yairann a Búrc), kterému Irové přezdívali Risdeárd an Iarainn, tj. Železný Richard. Richard Bourke zhruba v polovině 16. století vybudoval na strategicky výhodném místě na severním pobřeží zátoky Clew Bay hrad Carraig an Chabhlaigh (v angličtině známý jako Rockfleet Castle nebo Carrickahowley Castle) a vlastnil také pozemky u nedalekého kláštera Buiríos Umhaill (angl. Burrishoole). Po svatbě s Richardem Bourkem se hrad Rockfleet stal i Gráinniným domovem, a to až do její smrti v roce 1603. Díky strategický výhodné a dobře chráněné poloze hradu mohla ve zdejší zátoce nalézt bezpečný úkryt celá Gráinnina pirátská flotila, čítající dvě desítky lodí. Gráinne měla z druhého manželství ještě syna Tiobóida na Long, pozdějšího 1. vikomta z Mayo.

### Setkání s královnou
Za vlády Alžběty I., páté a poslední panovnice z rodu Tudorovců, která usedla na anglický trůn v roce 1558 po smrti své nevlastní sestry Marie I., zesílily anglické snahy o ovládnutí celého Irska. Angličané v rámci kolonizace Irska (tzv. Plantations of Ireland) stále intenzívněji pronikali na irské území; pozemky, patřící Irům, byly konfiskovány a předávány anglickým kolonistům (tzv. planters). Irské rody, které se odmítly podrobit, se dostaly do konfliktu s anglickými správci území. V roce 1580 se Richard Bourke do určité míry podvolil – přislíbil, že bude vládnout podle anglického práva, bude platit daně anglické koruně a v případě potřeby ubytuje na svém panství anglické vojáky. Za to byl povýšen do šlechtického stavu a obdržel titul MacWilliam. Když v roce 1582 zemřel, podruhé ovdovělá Gráinne, nyní „lady MacWilliam“, se natrvalo usadila s veškerým majetkem a loďstvem na hradě Carrickahowley (Rockfleet).

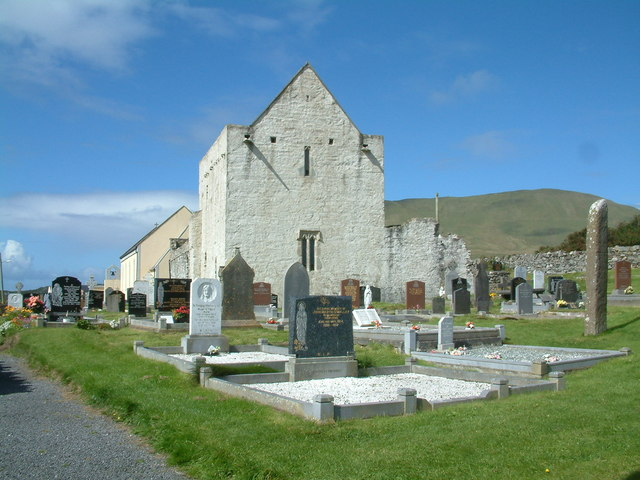
Klášter na ostrově Clare, založený klanem Mháille v roce 1224

Problémy nastaly o dva roky později, kdy byl v roce 1584 ustanoven správcem provincie Connacht sir Richard Bingham. Ten, na rozdíl od svého předchůdce, dával v Irsku přednost agresivnější a konfrontační politice a za cíl svých protiirských výpadů si vybral dosud mocnou Gráinne. V roce 1585 někteří z klanů Mháille a Burke povstali proti anglické správě. Nastaly krvavé střety, a nejstarší Gráinnin syn Eoghan byl zákeřně zajat a zavražděn. Na hlavu Gráinne byla vypsána odměna. Tiobóid na Long, který znovu povstal v roce 1592, byl zajat a uvězněn s dalšími příbuznými a Gráinnin majetek včetně lodí v zátoce Clew Bay byl zabaven a vydrancován.
V roce 1593 se Gráinne nakonec obrátila přímo na královnu Alžbětu I. s žádostí o ochranu, navrácení majetku a propuštění zajatců. Alžběta I. jí prostřednictvím lorda Burghleye zaslala osmnáct otázek, týkajících se dosavadního způsobu života Gráinne, jeho příčin a okolností. Gráinne na vše odpověděla a Alžběta I. ji pozvala na osobní setkání, které se uskutečnilo na počátku srpna roku 1593 v královském paláci v Greenwichi (tzv. Palace of Placentia). Gráinne slíbila Alžbětě I. spolupráci včetně vojenské pomoci. Královna nechala propustit její zajaté příbuzné a stanovila podmínky, aby Gráinne mohla žít v bezpečí. Richard Bingham se s tím nechtěl smířit a pokračoval v nepřátelských krocích proti Gráinne a její rodině, nakonec ale přišel o svůj úřad. Gráinne se ve službách Anglie zúčastnila mj. i některých střetů se španělským loďstvem. Poslední zprávou o aktivitách bývalé pirátky je hlášení jistého kapitána anglické válečné lodi, který v roce 1601 potkal na moři Gráinninu galéru. Podle dostupných zdrojů měla Gráinne zemřít v roce 1603 na svém hradě Rockfleetu. Místo pohřbení není jisté, podle některých historiků by její ostatky mohly být uloženy v rodinné hrobce v klášteře na ostrově Clare.

## Odraz v legendách a v umění
Informací, které by pocházely přímo z doby, kdy Gráinne Ní Mháille žila, je velmi málo. Její život byl líčen podrobněji až v pozdějších dobách, a to – kromě historických záznamů – jak prostřednictvím legend, balad a lidových písní, tak i různých dalších uměleckých forem. Slavná píseň Oró, Sé do Bheatha ’Bhaile názývaná také Dord na bhFiann (Pokřik bojovníků), v níž je vzpomínáno hrdinství Gráinne a jejích vojáků, je známá po celém světě. Tato lidová píseň, která má kořeny ve starší historii, zaznívala mj. i na počátku 20. století během irské války za nezávislost. Z této doby pochází také současný text písně, jehož autorem je irský revolucionář a spisovatel Patrick Pearse, popravený Brity v roce 1916. Píseň později interpretovala řada známých umělců, mezi jinými The Dubliners, Cruachan a také Sinéad O'Connor ve svém albu Sean-Nós Nua.z roku 2002. V roce 1985 složil irský skladatel kantátu Granuaile, která měla premiéru v Corku. Od roku 2007 byl v divadle Hilton na Broadwayi v New Yorku uváděn muzikál Pirátská královna (The Pirate Queen), inspirovaný životem Gráinne Ni Mháille. O irské národní hrdince bylo vydáno i několik životopisných děl a románů. Ve městě Louisburghu v hrabství Mayo je muzeum (tzv. Granuaile Visitor Centre), věnované osudům Gráinne Ní Mháille. Jméno „královny pirátů“ je využíváno i obchodně, například se vyrábí irská whisky pod značkou Grace O'Malley.

## Sídla Gráinne Ní Mháille

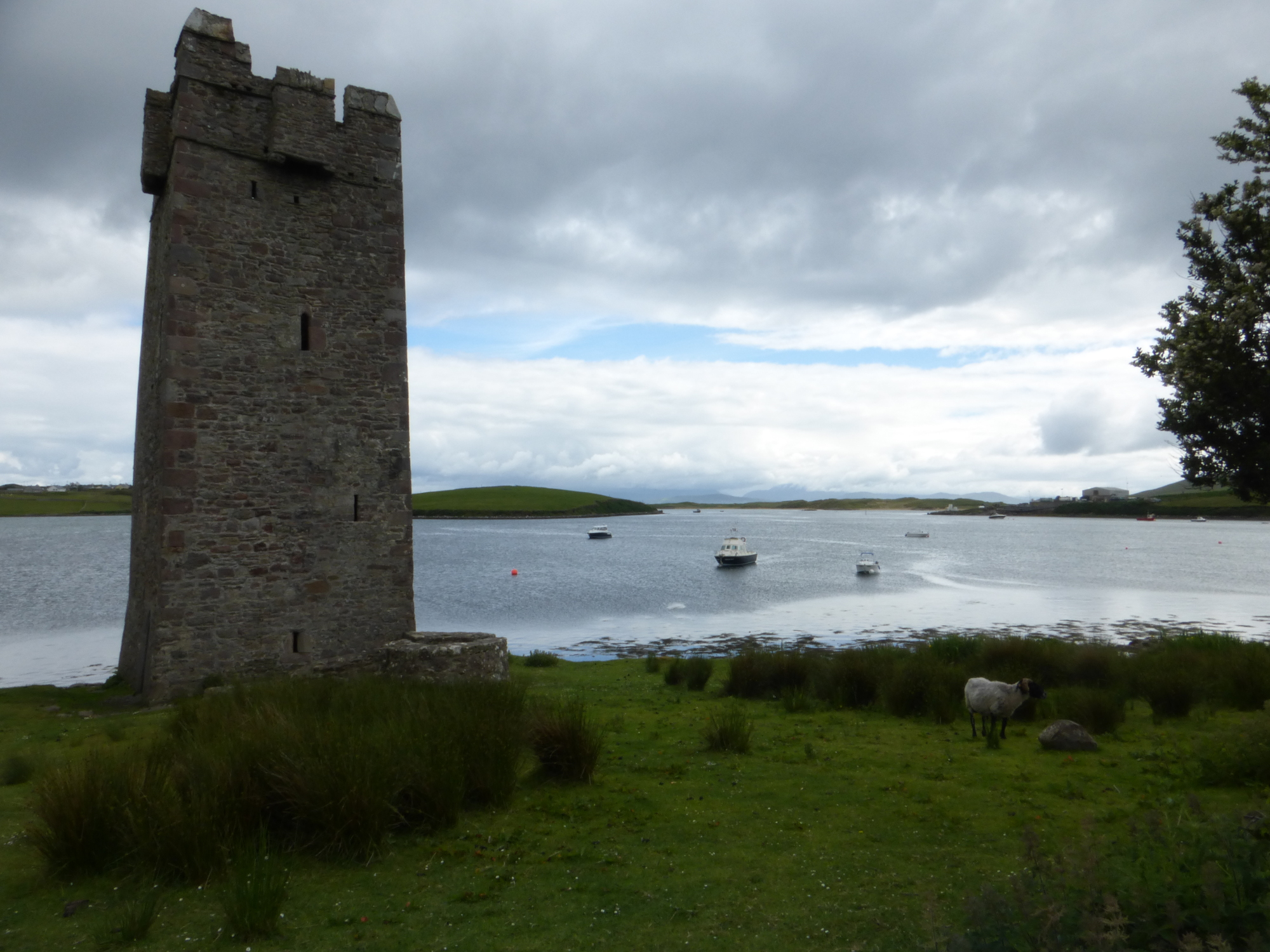
Gráinnina věž na ostrově Acaill
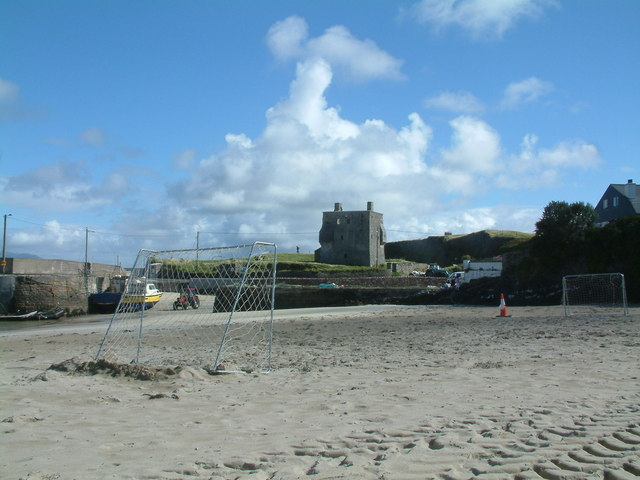
Gráinnin hrad na ostrově Clare
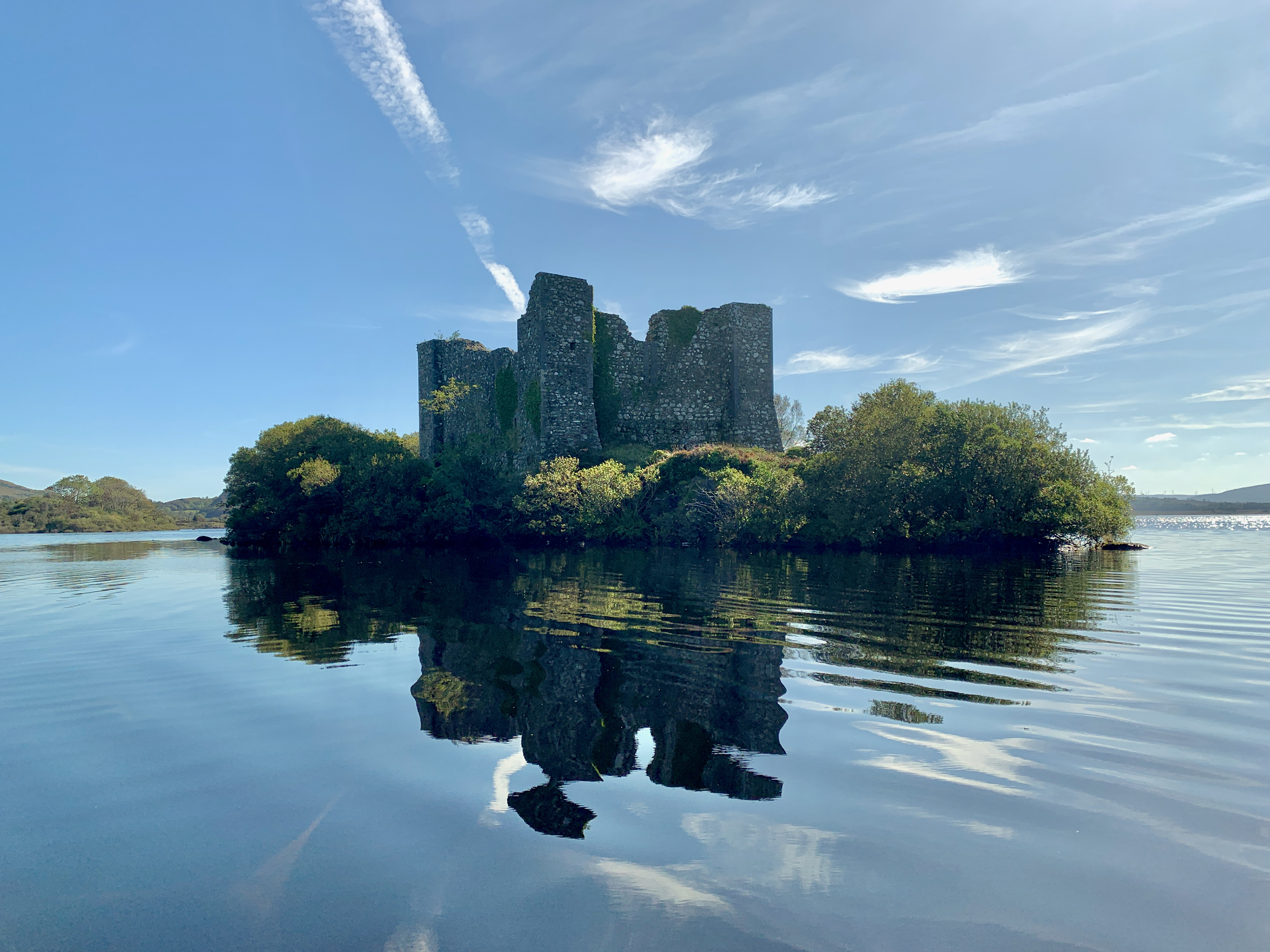
Caislean na Circe (Hen´s Castle nebo Castlekirk)
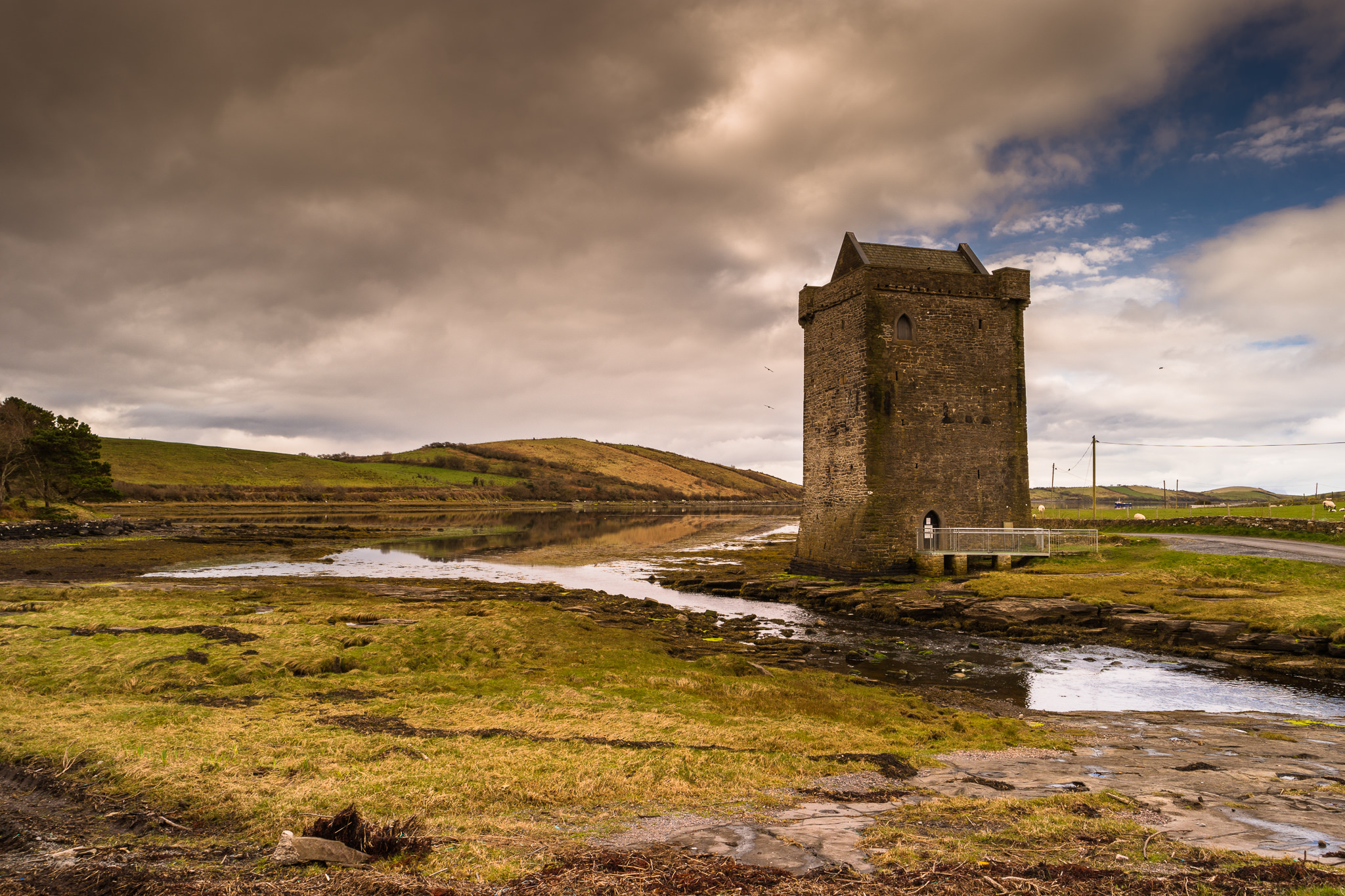
Hrad Carraig an Chabhlaigh (Rockfleet)
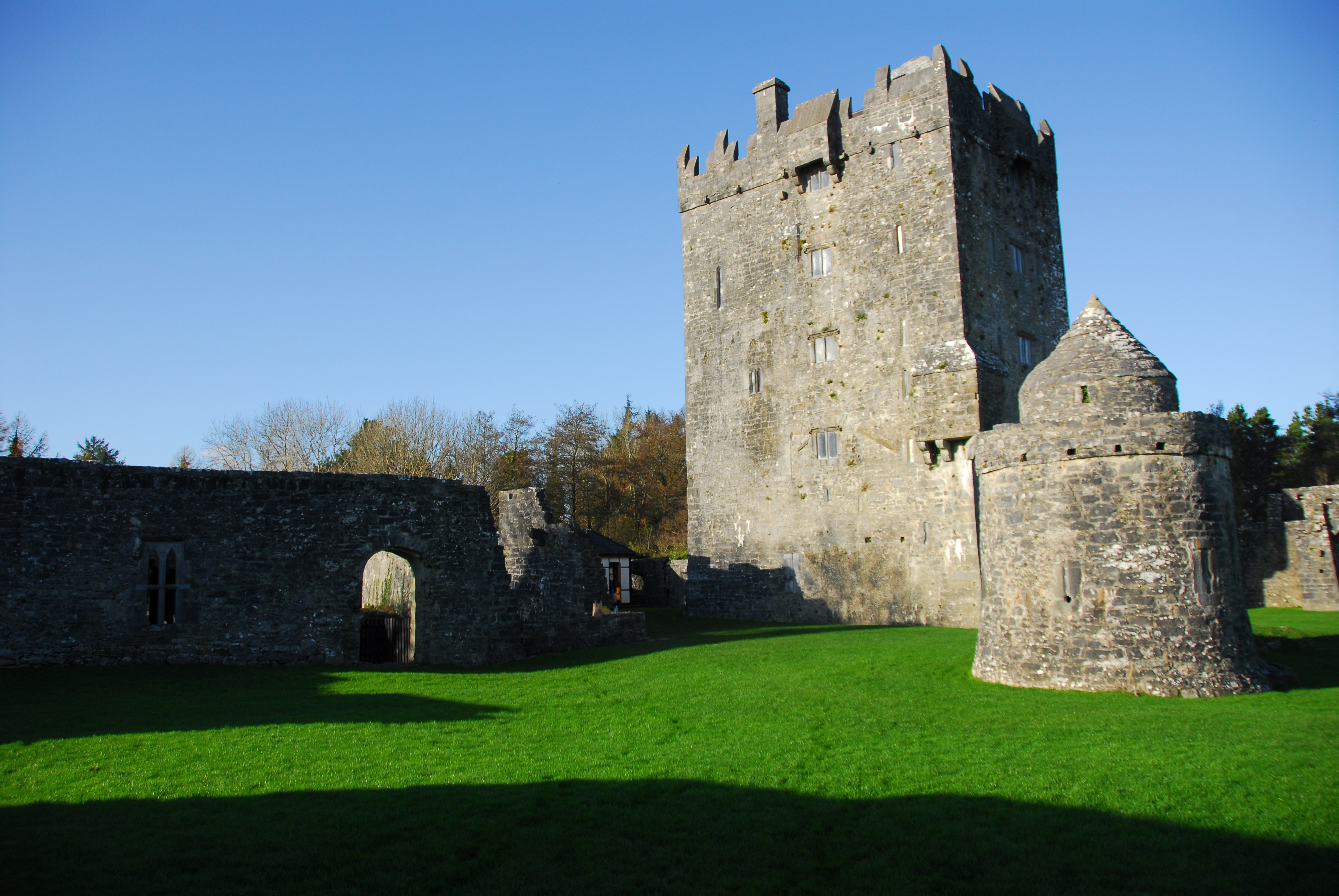
Hrad Achadh na nIúr (Aughnanure Castle)